# Milada Smolíková

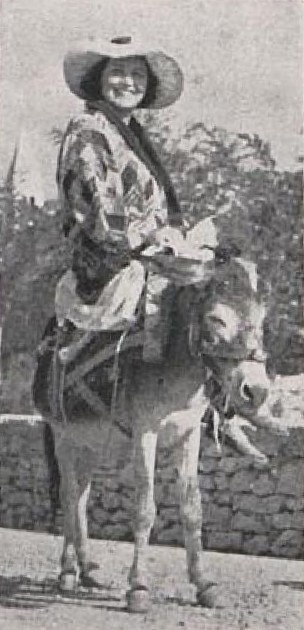
Milada Ortová-Smolíková na Jadranu, v roce 1935

Milada Smolíková, rozená Ortová (18. října 1891 Praha-Bubny – 1. listopadu 1972, Praha) byla česká divadelní a filmová herečka.

## Rodina, studium, divadelní začátky
Narodila se v rodině truhláře Jana Orta v Praze Holešovicích-Bubnech. Matka Františka, roz. Roytová, byla dcerou kováře z Vysokého Chlumce u Sedlčan (z Křepenic), zemřela však v mladém věku na tuberkulózu a otec se znovu oženil.
Obecnou školu absolvovala ve Vysokém Chlumci, kde žila u babičky. V Praze absolvovala měšťanku a soukromou obchodní školu (1905–6). Poté pracovala jako úřednice a současně se zabývala ochotnickým divadlem a vystupovala s letenským divadelním spolkem v hostinci U Štorkánů. Soukromě navštěvovala tajně divadelní lekce u herečky ND Ludmily Danzerové a Marie Spurné, herečky Uranie.
V Intimním divadle se seznámila s hercem Františkem Smolíkem, za kterého se v říjnu 1920 provdala.

## Divadelní angažmá
V letech 1912–14 působila u divadelní společnosti K. F. Štefky v Moravské Ostravě, v roce 1914 přešla ke společnosti Jana Hodra. Následovalo Intimní divadlo na Smíchově (1915–1920), Uranie (1920–21 společně s Fr. Smolíkem), Revoluční scéna (1921–22 společně s Fr.Smolíkem), divadlo Rokoko (1923–24) a Divadlo Vlasty Buriana (1924–28). V období let 1928–1934 byla členkou Divadla na Vinohradech. Angažmá Smolíkové mělo zabránit odchodu Františka Smolíka do Národního divadla. Do Národního divadla byla pak angažovaná v roce 1934 a působila v souboru činohry až do své penze v roce 1960.

## Filmové působení
Již v roce 1916 vystupovala jako herečka v němém filmu. Ve filmu působila i později a hrála ve více než 50 filmech a to až do roku 1958.

## Závěr života
V šedesátých letech vážně onemocněla srdeční chorobou. Svého manžela Františka Smolíka (zemřel 26. ledna 1972) přežila jen o několik měsíců. V závěru života se o oba manžele starala Marta Navrátilová, sestra Milady Smolíkové, která s nimi bydlela již od roku 1949.
Místem posledního odpočinku Milady Smolíkové i jejího manžela je hřbitov v Praze v Bubenči.

## Citát
| „                 | Na jevišti Národního divadla – i dříve na Vinohradech – hrávala celkem malé role různých energických, činorodých, řečných žen, matek, za něž ji kritika hodnotila příznivě. I ona dovedla vytvářet postavy osobitě české. Jako herečka měla v sobě „cosi česky maminkovského“, i když sama děti neměla, a zejména ji svědčily role v hrách českých autorů...V nevelkých rolích působila na diváky svou podmaňující vnitřní energií, rázností i něhou, moudrostí, starostlivostí a také humorem. Bylo-li třeba, dovedla se i ježit a durdit s jedinečnou vyřídilkou. Byla na jevišti vždy nejšťastnější tam, kde mohla zmíněné rysy svých postav prosazovat v zápase za štěstí lidí jejímu srdci nejbližších. | “ |
| — František Černý | |   |

## Ocenění
- 1953 Vyznamenání za vynikající práci
- 1961 Zasloužilá členka ND

## Divadelní role, výběr
- 1919 Calderón de la Barca: Chudý muž musí mít za ušima, role: Klára, Intimní divadlo na Smíchově (Švandovo divadlo), režie Jan Bor
- 1930 André Mycho: 3000 stupňů lásky, Komorní divadlo, režie Bohuš Stejskal
- 1935 V. P. Katajev: Cesta květů, Polja, Stavovské divadlo, režie Jiří Frejka
- 1936 G. B. Shaw: Svatá Jana, Vévodkyně, Stavovské divadlo, režie Karel Dostal
- 1937 Karel Čapek: Matka, titulní role, Stavovské divadlo, režie Karel Dostal
- 1941 Zdeněk Štěpánek: Nezbedný bakalář, Markyta Žlutická, Prozatímní divadlo, režie Aleš Podhorský
- 1946 G. B. Shaw: Pygmalion, Paní Pearceová, Stavovské divadlo, režie Vojta Novák
- 1948 Jaroslav Kvapil: Princezna Pampeliška, Její chůva, Stavovské divadlo, režie Jaroslav Kvapil
- 1949 Edmond Rostand: Cyrano z Bergeracu, Dueňa, Tylovo divadlo, režie František Salzer
- 1953 J. K. Tyl: Jan Hus, Markéta, Tylovo divadlo, režie Antonín Dvořák
- 1956 bratří Mrštíkové: Maryša, Lízalka, Horačka, Strouhalka, Národní divadlo, režie Zdeněk Štěpánek
- 1958 N. V. Gogol: Revizor, Žena inspektora, Tylovo divadlo, režie Jaromír Pleskot
- 1962 J. K. Tyl: Fidlovačka aneb Žádný hněv a žádná rvačka, Vdova Klinkáčková, Národní divadlo, režie Ladislav Boháč

## Filmografie, výběr
- 1916 Zlaté srdéčko, role: žena, režie Antonín Fencl
- 1921 Babička, babička v mládí, režie Thea Červenková
- 1931 Obrácení Ferdyše Pištory, režie Josef Kodíček
- 1935 Jedenácté přikázání, režie Martin Frič
- 1937 Filosofská historie, režie Otakar Vávra
- 1938 Škola základ života!, Lejsalová, režie Martin Frič
- 1941 Pantáta Bezoušek, režie Jiří Slavíček
- 1942 Karel a já, domovnice, režie Miroslav Cikán
- 1946 Nezbedný bakalář, Hrušková, režie Otakar Vávra
- 1950 Bylo to v máji, Eliška Hrabětová, režie Martin Frič, Václav Berdych
- 1958 Žižkovská romance, Helebrandtová, režie Zbyněk Brynych